# Megachile pluto
Megachile pluto — вид комах з родини Мегахиліди (Megachilidae).

## Опис
Є найбільшою бджолою в світі, самиці сягають завдовжки 39 мм. Самці завдовжки 23 мм. Самиця бархатисто-чорна зі смугою білого хутра у верхній частині живота й великими щелепами, які використовуються для збору смоли. Розмах її крил — 63 мм.

## Поширення, екологія
Megachile pluto відомий лише з трьох островів Північних Молуккських островів в Індонезії: Бакан, Халмахера і Тидоре. Вид був знайдений лише в первинному низинному лісі. Гніздяться спільно і, мабуть, тільки в населених гніздах деревних термітів Microcerotermes amboinensi. Можливо, асоціація бджоли з термітом є обов'язковою. Для будівництва гнізд використовують смолу первинного диптерокарпового лісу, ймовірно, Anisoptera thurifera. Смолу збирають з тріщин стовбура. Цей вид збирає пилок з широкого спектра різних видів рослин, але, здається, має перевагу для Myrtaceae. М. pluto, мабуть, рідко зустрічається в тих місцях, де він був знайдений.

## Загрози та охорона
На островах відбувається деградація середовищ існування в межах ареалу виду внаслідок видобутку корисних копалин і впливу інвазивних видів рослин.
Для цього виду не було вжито жодних заходів із збереження. Рекомендується зберігати відповідні місця проживання, місця гніздування (гнізда термітів Microcerotermes amboinensis) у межах первинних рівнинних лісів і рослини-господарі цього виду для смоли (дерева Anisoptera thurifera) і збору пилку.
Певний час цих комах вважали вимерлими, проте у лютому 2019 року через 38 років після попереднього спостереження, 1 особину було виявлено в Індонезії.